# What We Do Is Secret
What We Do Is Secret (en español: Lo que hacemos es secreto) es un EP compilatario de la banda punk rock estadounidense Germs. Fue lanzado un año después de la separación de la banda, en 1981, por el sello Slash Records.
El título del material, hace referencia a la primera canción del álbum debut de la banda (GI), de 1979, llamada «What We Do Is Secret». 
En el año 2008, se lanzó una película biopic sobre el vocalista Darby Crash y de la banda; titulándose como What We Do Is Secret.

## Lista de canciones
| Side One |                                                                                           |          |  |
| N.º      | Título                                                                                    | Duración |  |
| 1.       | «Round and Round» (Originalmente de Chuck Berry. Titulado posteriormente como What Stuff) | 02:40    |  |
| 2.       | «Lexicon Devil» (Originalmente editado en Lexicon Devil EP)                               | 02:03    |  |
| 3.       | «Circle One» (Originalmente editado en Lexicon Devil EP)                                  | 01:46    |  |
| 4.       | «Caught in My Eye» (editado en(GI))                                                       | 03:21    |  |

| Side Two |                                                      |          |  |
| N.º      | Título                                               | Duración |  |
| 5.       | «No God» (Originalmente editado en Lexicon Devil EP) | 01:52    |  |
| 6.       | «Dialogue From the Last Show»                        | 01:31    |  |
| 7.       | «The Other Newest One» (en vivo, 1980)               | 02:46    |  |
| 8.       | «My Tunnel (en vivo)» (En vivo, 1980)                | 02:29    |  |